# ويليام إدوارد باور
ويليام إدوارد باور هو كاهن كاثوليكي كندي، ولد في 27 سبتمبر 1915 في مونتريال في كندا، وتوفي في 29 نوفمبر 2003.